# Rikke Schmidt
Rikke Petersen-Schmidt (* 14. Januar 1975 in Aarhus, Dänemark, geborene Rikke Poulsen Schmidt) ist eine ehemalige dänische Handballspielerin, die für die dänische Nationalmannschaft auflief.

## Karriere

### Im Verein
Schmidt begann das Handballspielen im Jahr 1981 beim dänischen Verein HK 71 Egernsund. Nachdem die Torhüterin ab 1991 für Vidar Sønderborg gespielt hatte, schloss sie sich KIF Kolding an. Von dort aus wechselte sie 2002 zum dänischen Spitzenverein Slagelse FH. Mit Slagelse gewann sie 2003 und 2005 die dänische Meisterschaft, 2002 den dänischen Pokal, 2003 den EHF-Pokal sowie 2004 und 2005 die EHF Champions League. In der Saison 2005/06 hütete sie das Tor vom Erstligisten Aalborg DH. Daraufhin schloss sich Schmidt dem Ligakonkurrenten Ikast-Bording Elite Håndbold an.
Nachdem Schmidt nach der Saison 2006/07 ihre Karriere beendet hatte, wurde sie von KIF Kolding reaktiviert, um den verletzungsbedingten Ausfall von Christine Lindemann zu kompensieren. Kurz darauf legte sie schwangerschaftsbedingt eine Pause ein. Neun Wochen nach der Geburt ihrer Tochter setzte sie ihre Karriere in Kolding fort. Später legte sie nochmals eine Babypause ein. Im November 2012 gab Schmidt ihr Comeback beim dänischen Erstligisten Team Esbjerg, bei dem mit Kari Aalvik Grimsbø und Marie Staun gleich zwei Torhüterinnen schwanger waren. Ab dem Jahr 2013 lief sie für KIF Kolding in der dritthöchsten dänischen Spielklasse auf. Im Dezember 2019 wurde Schmidt vom dänischen Erstligisten Horsens HK verpflichtet, deren Torhüterin Claudia Rompen aufgrund einer Gehirnerschütterung ausfiel. Nach der Saison 2019/20 beendete sie ihre Karriere.

### In der Nationalmannschaft
Schmidt bestritt am 17. Februar 1999 ihr Debüt für die dänische Nationalmannschaft. Mit Dänemark gewann sie bei den Olympischen Spielen 2000 und 2004 jeweils die Goldmedaille. Weiterhin errang sie bei der Europameisterschaft 2004 die Silbermedaille.